# Льенар, Софи
Софи Льенар (фр. Sophie Liénard; 1801 или 5 августа 1800, Версаль — 1875 или 4 мая 1875, Париж) — французская художница-миниатюристка и художница по фарфору.

## Биография
Урождённая Софи Луиза Жирар (фр. Sophie Louise Girard), родилась в 1800 году в Версале. Её отцом был художник Севрского фарфорового завода Алексис Жирар, а матерью — его супруга Аделаида, урождённая Саладен (фр. Saladin).
Училась живописи, вероятней всего, под руководством отца. Работала художницей на фарфоровом заводе «Rihouet & Lerosay».
В 1831 году Софи вышла замуж за Жюстена Льенара (1809—1878), который также был художником по фарфору.
Помимо работы с фарфором, была известна созданием портретных миниатюр, на которых запечатлела многих известных лиц своей эпохи. Выставляла свои работы на ежегодных Парижских салонах в 1842—1847 годах, а затем — в эпоху Второй империи.
Скончалась в 1875 году в Париже в собственном доме и была похоронена на кладбище Пер-Лашез.

## Галерея

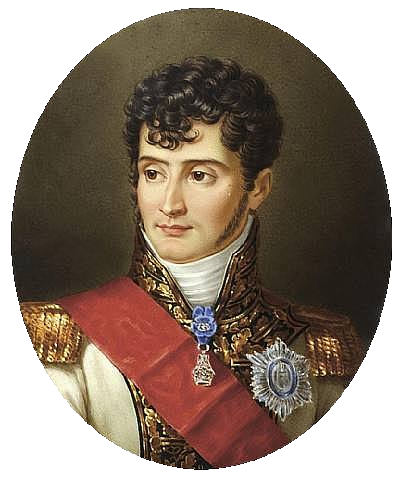
Жером Бонапарт
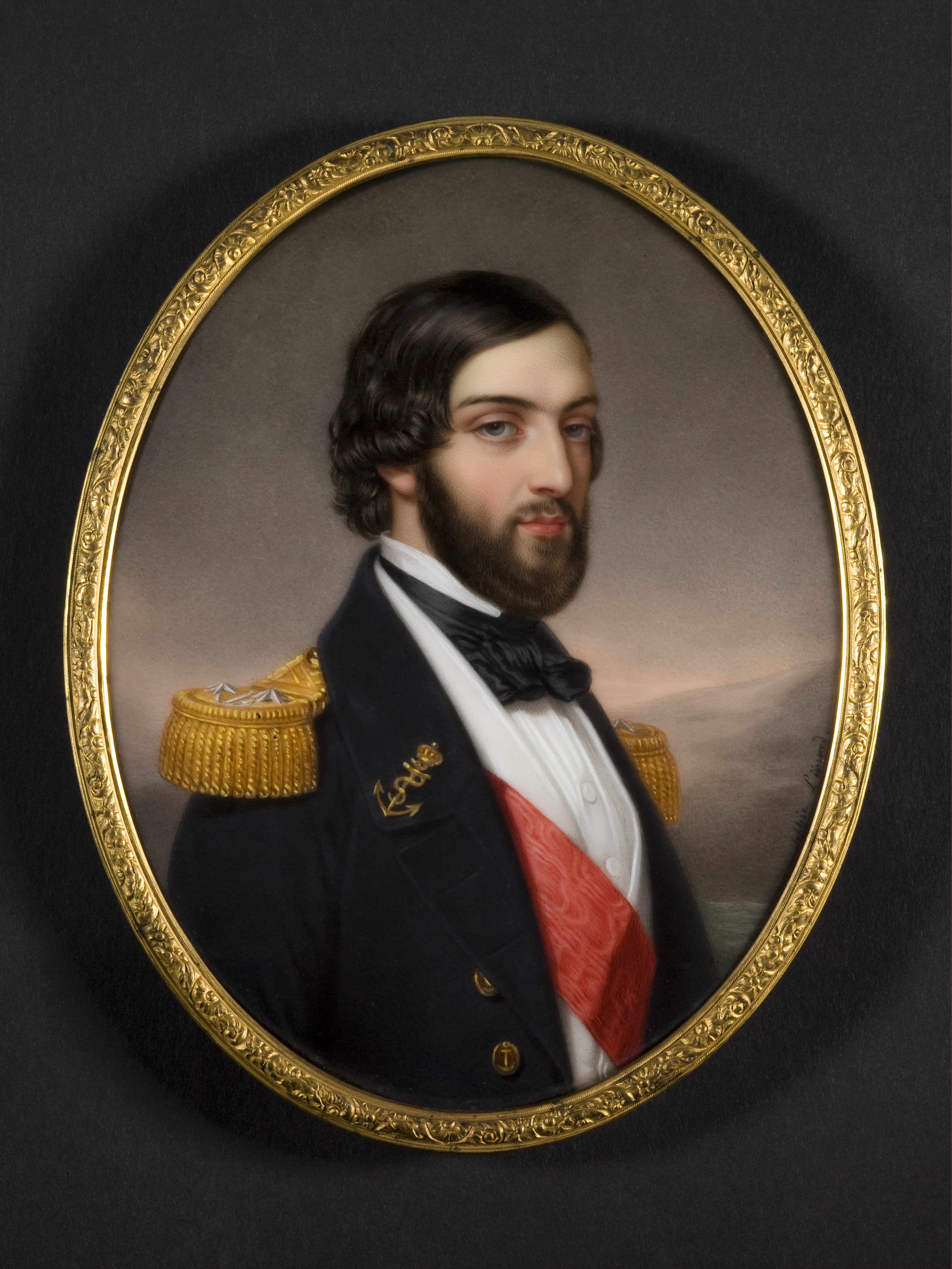
Франсуа Орлеанский, принц де Жуанвиль
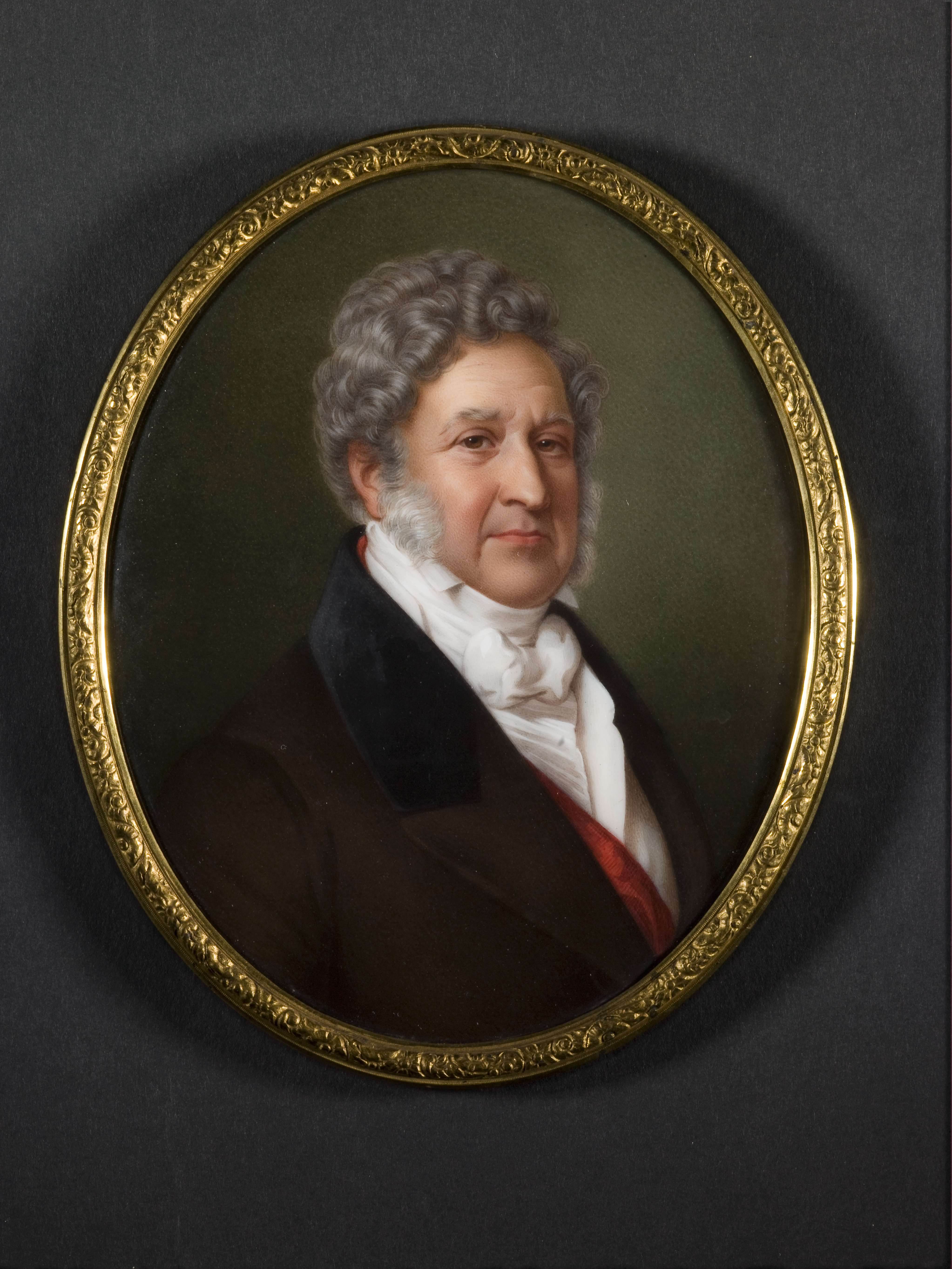
Король Луи-Филипп I
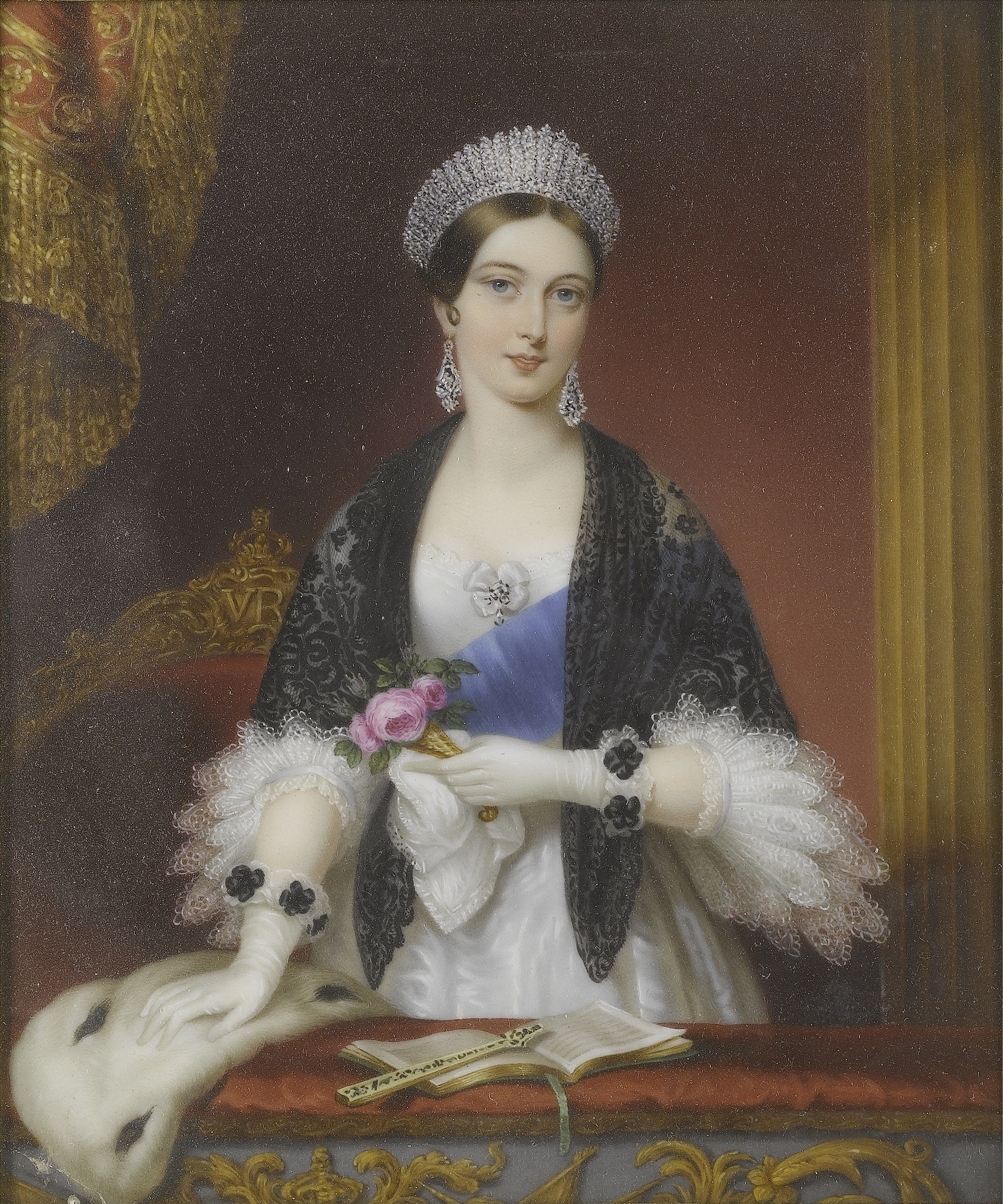
Королева Виктория в ложе в театре Друри-Лейн
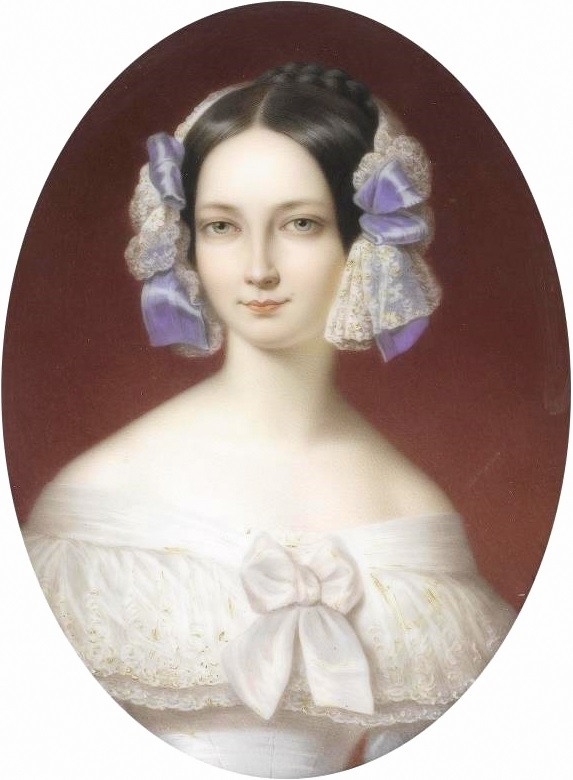
Принцесса Елена Мекленбург-Шверинская
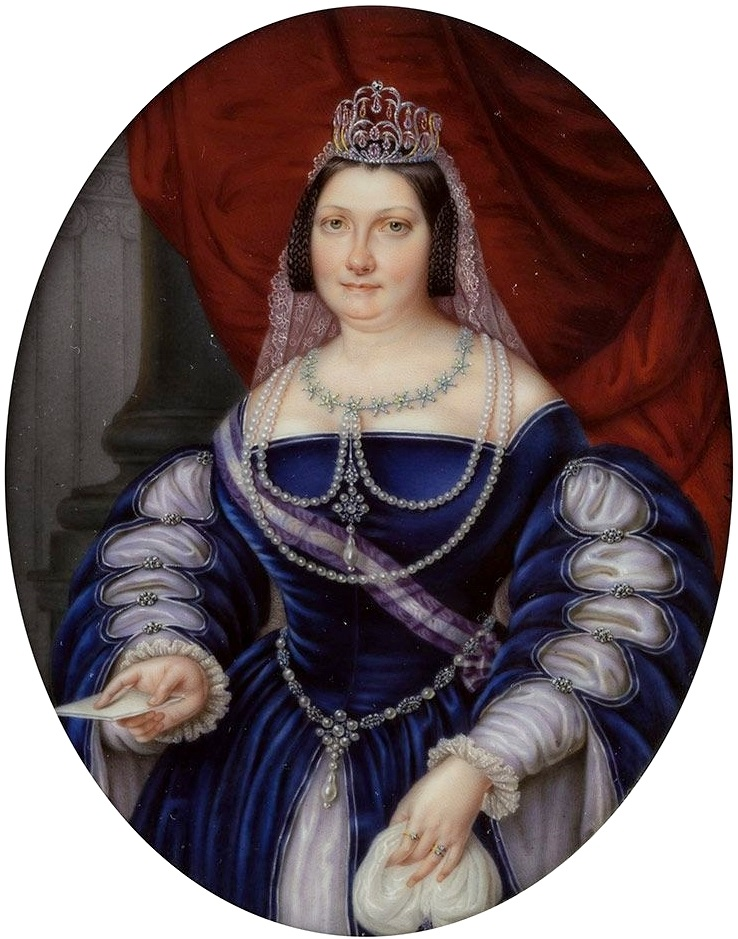
Королева Испании Изабелла II